# Idan Maimon
Idan Maimon (hebräisch עידן מימון‎, * 27. November 1974 in Rechovot) ist ein israelischer Handballtrainer und ehemaliger Handballspieler von Hapoel Rischon LeZion. Maimon ist Rekord-Nationalspieler Israels, war elf Jahre Kapitän der israelischen Nationalmannschaft, ist Rekord-Torschütze der Ligat ha’Al und gilt als einer der bedeutendsten Handballer seines Landes.

## Karriere
Idan Maimon begann im Alter von sieben Jahren, in Rischon LeZion Handball zu spielen. Der Linkshänder spielte bereits mit 16 Jahren in der ersten Mannschaft des Vereins und gewann in seinen ersten beiden Erstliga-Spielzeiten 1989/90 und 1990/91 das Double. Zahlreiche weitere Meisterschaften und Pokalsiege folgten in den 1990er-Jahren.
Nach sieben Doubles in Folge in den Jahren 1993 bis 1999 und auf dem bis dahin Höhepunkt seiner Karriere wechselte Maimon zur Saison 2000/01 als erster israelischer Handballspieler ins Ausland. Mit Frisch Auf Göppingen gewann er die Südstaffel der deutschen 2. Bundesliga und war am Aufstieg des Vereins in die erste Liga nach zwölf Jahren Abstinenz beteiligt. Maimon wechselte dann zum schwäbischen Konkurrenten VfL Pfullingen und spielte eine weitere Saison in der 2. Bundesliga. Auch mit dem VfL Pfullingen holte er die Meisterschaft in der 2. Liga, verbunden mit dem Aufstieg in die höchste deutsche Spielklasse. Da er nach Saisonende nach Israel zurückkehrte, wurde erst Jahre später Avishay Smoler der erste israelische Handballer in der deutschen Bundesliga.
Zur Saison 2002/03 schloss sich Maimon wieder seinem Heimatverein Hapoel Rischon LeZion an. Weitere israelische Meisterschaften (2003, 2004, 2008, 2013, 2015) und Pokalsiege (2012, 2015) folgten. Im Oktober 2013 überbot Maimon die Liga-Bestmarke von 2923 Treffern, bis dahin gehalten von Akiva Lefler. Seinen 3000. Treffer in der Ligat ha’Al erzielte er am 6. Februar 2015 im Spiel gegen Maccabi Tel Aviv (30:28). Am Karriereende standen schließlich mehr als 3500 Tore für Maimon zu Buche.
International konnte Maimon mit Hapoel Rischon LeZion keine großen Erfolge feiern. Lediglich in den Spielzeiten 1997/98 und 1999/2000 qualifizierte sich der Verein für die Champions League. Größter Erfolg war dabei das Erreichen des Viertelfinals 1999/2000, in dem die Mannschaft gegen den späteren Finalisten THW Kiel knapp scheiterte.
Sein Debüt in der Nationalmannschaft gab Maimon mit 18 Jahren. Er war insgesamt elf Jahre Kapitän des israelischen Teams, mit dem er sich aber nicht für Weltmeisterschaften oder Olympische Spiele qualifizieren konnte. Größter Erfolg war die  Teilnahme an der Europameisterschaft 2002 in Schweden. Nach Niederlagen gegen Portugal (15:26), Russland (26:27) und Dänemark (26:29) schied Israel nach der Vorrunde aus. Insgesamt bestritt Maimon 168 Länderspiele und erzielte dabei 636 Tore.
Inmitten der Saison 2015/16 und unmittelbar vor dem Pokal-Halbfinale gegen ASA Tel Aviv ereilte Hapoel Rischon LeZion die Demission des serbischen Trainers Damir Stojanović. Maimon, inzwischen 41-jährig, erklärte sich bereit, die Mannschaft als Spielertrainer zu übernehmen. Nicht zuletzt wegen zunehmender gesundheitlicher Probleme beendete er im Sommer 2016 seine Karriere als aktiver Spieler und ist seither Cheftrainer von Hapoel Rischon LeZion. In der Saison 2017/18 gewann er mit der Mannschaft das Double aus Meisterschaft und Pokalsieg.
Idan Maimon ist verheiratet und hat drei Kinder.

## Erfolge
- 14× Israelischer Meister mit Hapoel Rischon LeZion (1990, 1991, 1993, 1994, 1995, 1996, 1997, 1998, 1999, 2003, 2004, 2008, 2013, 2015)
- 12× Israelischer Pokalsieger mit Hapoel Rischon LeZion (1990, 1991, 1992, 1993, 1994, 1995, 1996, 1997, 1998, 1999, 2012, 2015)
- Aufstieg in die Handball-Bundesliga 2001 mit Frisch Auf Göppingen
- Aufstieg in die Handball-Bundesliga 2002 mit dem VfL Pfullingen